# NGC 4777
NGC 4777 ist eine Spiralgalaxie vom Hubble-Typ Sa im Sternbild der Jungfrau auf der Ekliptik. Sie ist schätzungsweise 153 Millionen Lichtjahre von der Milchstraße entfernt und hat einen Durchmesser von etwa 90.000 Lj.
Im selben Himmelsareal befinden sich u. a. die Galaxien NGC 4761, NGC 4773, NGC 4780, IC 3859.
Das Objekt wurde am 3. März 1786 von Wilhelm Herschel mit einem 18,7–Zoll–Spiegelteleskop entdeckt, der sie dabei mit „vF, S“ beschrieb.